# Trying to Recall (musikalbum)
Trying to Recall släpptes den 21 mars 2007 och är ett studioalbum av den svenske sångerskan och gitarristen Marie Lindberg. samt hennes debutalbum. Albumet toppade den svenska albumlistan den 29 mars 2007.

## Låtlista
1. Leona (under Her Skin)
2. Blame it on Fate
3. Trying to Recall
4. Bound to Die
5. This Time
6. Seize the Day
7. Why Can't We Kiss
8. All that I am
9. Suppose I Don't Love You
10. Revolt
11. Whatever will Happen

## Medverkande
- Marie Lindberg - sång, kompositör, sångtextförfattare
- Patrik Frisk - klaviatur, bas, producent
- Andreas Edin - gitarr
- Chris Rehn - gitarr
- Kristian Thuresson - gitarr
- Jan Robertsson - trummor

## Listplaceringar
| Lista (2007) | Topplacering |
| ------------ | ------------ |
| Sverige      | 1            |